# یی جایازهانگ
یی جایازهانگ (چینی: 叶季壮 - Ye Jizhuang; 1893 – ۲۷ ژوئن ۱۹۶۷) سیاستمدار اهل چین بود. با نویسه‌های چینی ساده شده نام او را ویدجایلز صدا می‌کردند اما یه چی-چانگ یک انقلابی چینی از حزب کمونیست چین و یک سیاستمدار بود که او را با نام مستعار «فرمانده سرخ» می‌شناختند او فرمانده لجستیک ارتش سرخ در راهپیمایی طولانی انقلاب چین بود که در یان‌آن سرفرماندهی حزب کمونیست مستقر بود. او در جنگ دوم چین و ژاپن در ۱۹۴۵ جزو سه افسری بود که مثل پنگ‌ژن و چن یون از جانب حزب کمونیست چین درجه سپهبدی گرفتند. در هنگام تأسیس جمهوری خلق چین در سال ۱۹۴۹ یی به عنوان اولین وزیر تجارت و سپس وزیر روابط تجاری خارجی تا هنگام درگذشتش در سال ۱۹۶۷ این سمت را بر عهده داشت.

## زندگی‌نامه
یی در سال ۱۹۸۳ در یک خانواده کشاورز فقیر در استان شینشینگ کانتی از گوانگ دونگ دودمان چینگ متولد شد. او در سال ۱۹۱۲ وارد مدرسه حقوق و سیاست استان گوانگ دونگ شد و پس از فارغ‌التحصیلی‌اش در سال ۱۹۱۴ در دولت محلی ژیانگمن مشغول به کار شد. در ژوئن ۱۹۲۵ او اتحادیه سراسری جیانگمن را سازماندهی کرد و به اعتصاب بزرگ کانتون هنگ کنگ پیوست. در پایان همان سال او وارد حزب کمونیست چین شد.

## ارتش سرخ و راهپیمایی طولانی
بعد از آنکه چیانگ کای‌شک در مخالفت با کمونیستها کشتار شانگهای را در ۱۹۲۷ به‌وجود آورد. یی در ۱۹۲۷ به قیام گوانگ‌ژو و پیوست و به دنبال آن در ۱۹۲۹ در قیام بایس تحت رهبری دنگ ژیائوپینگ شرک داشت. او بنیان‌گذار ارتش هفتم از ارتش سرخ چین بود و به عنوان رئیس سیاست‌های بخش خود بود. هنگامی که ارتش هفتم به سرزمین پهناور جیانگسی روسیه. او به عنوان فرمانده لجستیک بخش ارتش سرخ چین انجام وظیفه کرد.
هنگامی که در اکبر ۱۹۳۴ راهپیمایی طولانی آغاز شد یی در یک شرایط فوق‌العاده سخت مسئولیت لجستیک ارتش سرخ را بر عهده داشت. از آنجا که ارتش سرخ به‌طور مداوم در زیر آماج حملات کومینتانگ و متحدینش بودند. یی در خاطراتش به یانگ شانگکون که بعدها رئیس‌جمهور چین شد اشاره می‌کند که به دستور وی در آن شرایط یک جشن در هاداپو گانسو برای افسران ترتیب داده است. بعد از نبرد لازیکو که روزهای متمادی ارتش در گرسنگی به سر می‌برد. او از همه پرسنل می‌خواهد که مانع از سرماخوردگی شوند زیرا براثر گرسنگی خطر مرگ را به دنبال داشت. یک سال بعد که ارتش سرخ به یان‌آن رسید. مجدداً یی سرفرماندهی لجستیک مقر جدید حزب کمونیست و ارتش هشتم ارتش سرح را بر عهده گرفت. طی جنگ دوم چین و ژاپن او در توسعه کشاورزی و تولید، تجارت خارجی و مراقبت‌های پزشکی برای پایگاه یان‌آن که زیر محاصره اقتصادی دولت کوئین مینگهانگ قرار داشت خدمت کرد او در چونگ کینگ مستقر بود.

## شمال شرقی چین
در سال ۱۹۴۵، پس از تسلیم شدن ژاپن و دولت دست نشانده سابق مانچوکو که تحت نظارت ژاپن قرار داشت و در شمال شرقی چین واقع شده، موقعیت شمال شرقی چین به منطقه اصلی چالش بین کمونیست‌ها و کومینتانگ تبدیل شد. از جانب کمیته مرکزی حزب کمونیست چین یک هیئت شش نفره به شین‌یانگ اعزام شد تا در مذاکره با اتحاد جماهیر شوروی که منطقه را از ژاپن گرفته بودند، شرکت کند. به منظور تسهیل در مذاکره با فرماندهان شوروی که رتبه‌های نظامی داشتند، از جانب کمیته مرکزی حزب کمونیست چین پنگ ژن، چن یون و یی با رتبه ژنرال یوتو، و سایر اعضای تیم شش نفره در این مذاکرات شرکت کردند. این نخستین بار بود که حزب کمونیست چین برای نفرات ارتش رتبه نظامی تعین کرد. در این مذاکرات یی به عنوان وزیر دارایی و وزیر بازرگانی دولت نوپا حضور داشت. این مذاکرات مقدمه ایجاد دولت انتقالی شمال شرقی چین و مرحله ما قبل از تأسیس جمهوری چین (۱۹۴۹–۱۹۱۲) بود.